# Pascal Arnold
Pour les articles homonymes, voir Arnold.
Pascal Arnold, né le 2 novembre 1960 à Paris, est un scénariste, réalisateur et producteur de cinéma français.

## Filmographie

### Réalisateur et producteur
- 1999 : Lovers
- 2000 : Too Much Flesh
- 2001 : Being Light
- 2006 : Chacun sa nuit[3]
- 2011 : American Translation
- 2011 : Chroniques sexuelles d'une famille d'aujourd'hui
- 2023 : Les Indociles (avec Jean-Marc Barr)

### Scénariste
- 2003 : Les Fils de Marie de Carole Laure
- 2007 : Darling, de Christine Carrière
- 2009 : Le Dernier Vol de Karim Dridi
- 2010 : Complices de Frédéric Mermoud
- 2010 : Pieds nus sur les limaces de Fabienne Berthaud

### Producteur et acteur
- 2013 : Doutes d'Yamini Lila Kumar

## Publication
- Jean-Marc Barr (photos) et Pascal Arnold (texte), Instantanés, Paris, Éditions Gallimard Loisirs, coll. « Albums hors série », 2009, 144 p. (ISBN 9782742426003)

## Société
- Toloda, société de production de Pascal Arnold, Jean-Marc Barr et Teddy Vermeulin